# Парш, Кристиан
Кристиан Парш (венг. Krisztián Pars; род. 18 февраля 1982, Сентготхард, Ваш) — венгерский легкоатлет, метатель молота. Представлял свою сборную на 4 Олимпиадах — в 2004, 2008, 2012 и 2016 годах. Серебряный призёр чемпионата мира 2011 в Тэгу и чемпионата мира 2013 года в Москве. Чемпион Европы 2012 года в Хельсинки и 2014 года в Цюрихе. Чемпион Олимпийских игр 2012 года в Лондоне.
Свой личный рекорд Парш установил 13 сентября 2006 года в Целе, Словения. Снаряд, пущенный спортсменом, долетел до отметки 82,45 м. Парш также владел мировым рекордом среди юниоров, метнув молот весом 6 кг на 81,35 м в 2001 году в Сомбатхее, Венгрия.